# Misa Eguchi
Misa Eguchi (江口 実沙:Ogōri, 18 de Abril de 1992) é uma tenista profissional japonesa.

## WTA finals

### WTA 125K series finais

#### Duplas (0–1)
| Resultado | N. | Data             | Torneio       | Piso | Parceira   | Oponentes                      | Placar           |
| --------- | -- | ---------------- | ------------- | ---- | ---------- | ------------------------------ | ---------------- |
| Vice      | 1. | 1 Septembro 2014 | Suzhou, China | Duro | Eri Hozumi | Chan Chin-wei Chuang Chia-jung | 1–6, 6–3, [7–10] |